# Conopophaga castaneiceps
Il mangiamoscerini testacastana o moschiniere capocastano (Conopophaga castaneiceps Sclater, 1857) è un uccello passeriforme della famiglia Conopophagidae.

## Etimologia
Il nome scientifico della specie, castaneiceps, deriva dal latino e significa "dalla testa castana", in riferimento alla livrea: il loro nome comune altro non è che la traduzione di quello scientifico.

## Descrizione

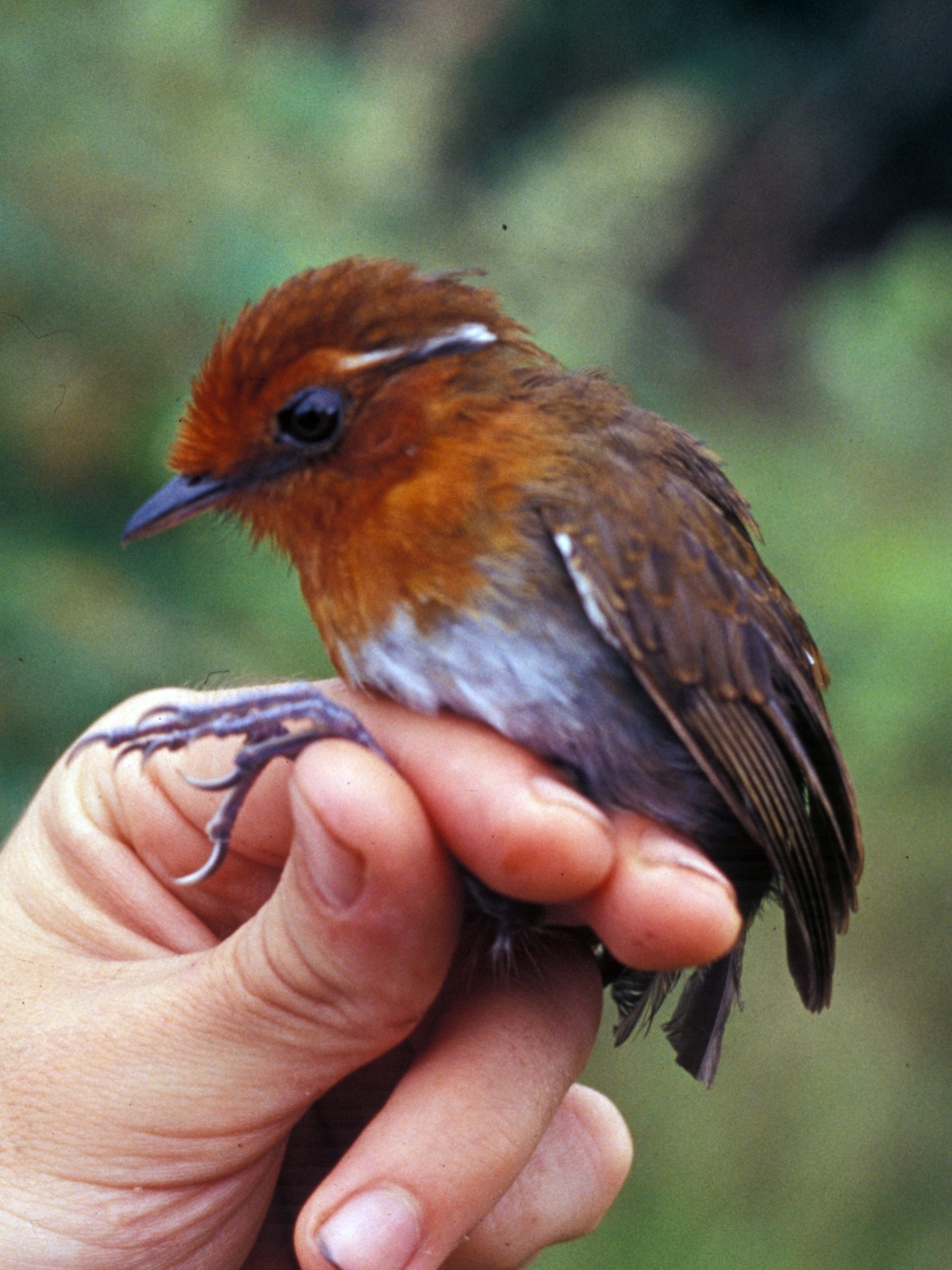
Femmina in Ecuador.

### Dimensioni
Misura 13-14 cm di lunghezza, per 27,6 g di peso.

### Aspetto
Si tratta di uccelletti dall'aspetto massiccio e paffuto, muniti di grossa testa appiattita che sembra incassata direttamente nel torso, becco conico piuttosto corto e appuntito, ali corte e arrotondate, coda corta e squadrata e forti zampe allungate.
Il piumaggio presenta dimorfismo sessuale ben evidente: nei maschi, come intuibile sia dal nome comune che dal nome scientifico, fronte, vertice e nuca (nonché l'area in linea retta fra le narici e l'occhio) è di color caramello, cerchiato dall'area posteriore dell'occhio alla nuca da una banda di penne bianche che forma la caratteristica "tonsura" tipica dei moschinieri. Il resto della testa, nonché il petto e i fianchi, sono di colore grigio-nerastro, mentre il ventre, il dorso, le ali e la coda sono di colore bruno scuro.

Nelle femmine l'area bruno-arancio del vertice è estesa a tutta la testa e copre anche il petto, mentre il ventre è biancastro: manca del tutto la colorazione nerastra cefalotoracica dei maschi.
In ambedue i sessi il becco è nerastro superiormente e grigio-rosato inferiormente, le zampe sono nero-violacee e gli occhi sono di colore bruno scuro.

## Biologia

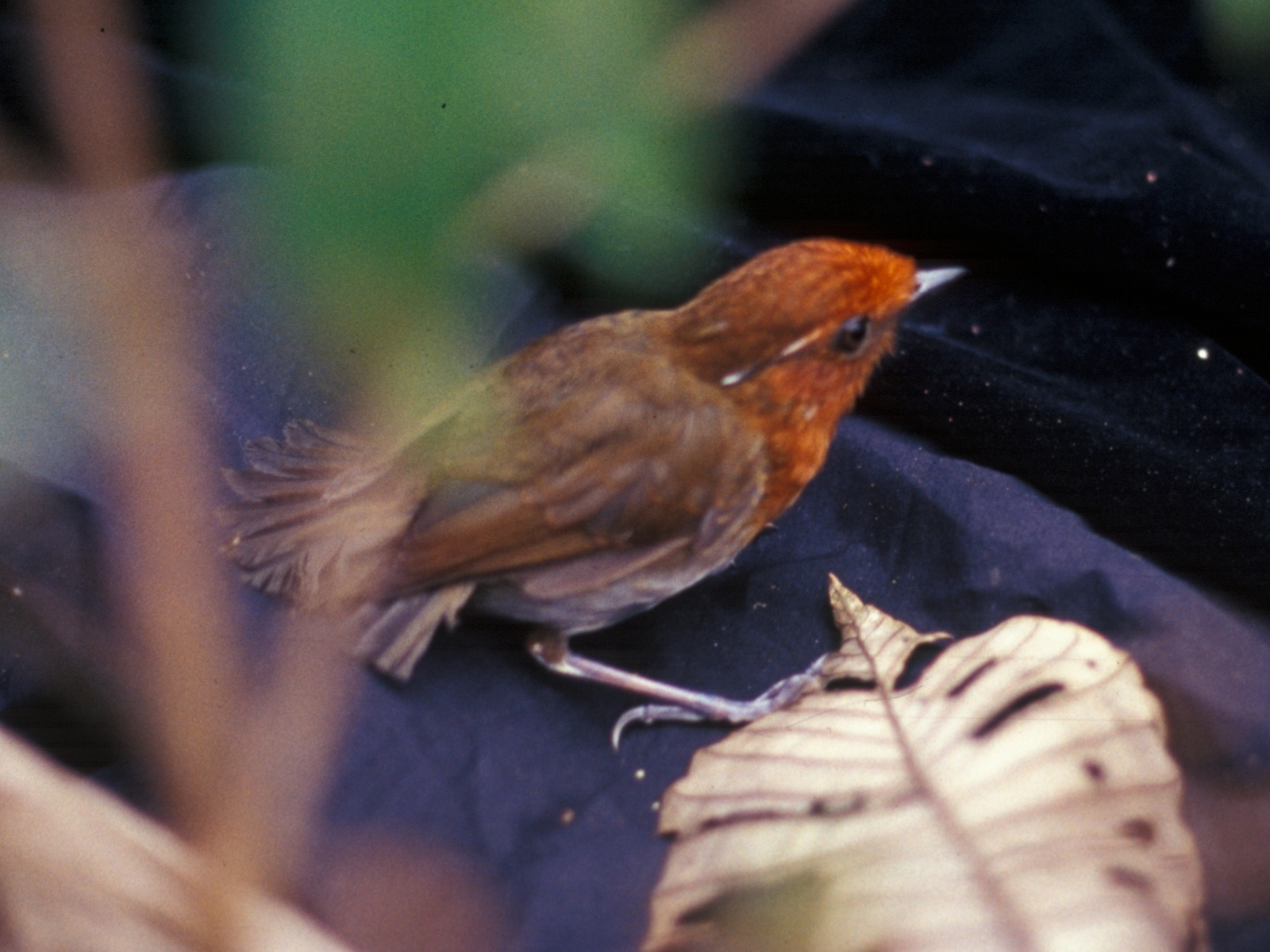
Femmina al confine fra Perù ed Ecuador.

Si tratta di uccelletti dalle abitudini di vita essenzialmente diurne, che passano la maggior parte della giorana appollaiati su un ramo molto basso nel sottobosco, tenendo d'occhio i dintorni fino all'approssimarsi di una fonte di disturbo (caso in cui si rifugiano silenziosamente nel folto della vegetazione, fino all'allontanarsi del pericolo) o di una potenziale preda (caso in cui volano velocemente al suolo o fra i rami per catturarla, salvo poi fare ritorno al proprio posatoio).
Il richiamo di questi uccelli è costituito da squittii bitonali piuttosto acuti (3-4 kHz), ripetuti a intervalli di qualche secondo con tendenza ad accelerare.

### Alimentazione
Il moschiniere capocastano è un uccello insettivoro, la cui dieta si compone di piccoli insetti ed altri invertebrati rinvenuti al suolo o fra il fogliame dei rami bassi.

### Riproduzione
Il periodo riproduttivo di questi animali non è noto con precisione, tuttavia il ritrovamento di nidi in febbraio e di esemplari in amore fra marzo e giugno farebbe supporre una stagione riproduttiva prolungata: si tratta di uccelli monogami, nei quali i due partner collaborano nella cova delle 2-3 uova (che dura una quindicina di giorni) e nell'allevamento della prole (che si rende indipendente a circa 40 giorni dalla schiusa), mentre la costruzione del nido (una coppa grossolana di rametti e fibre vegetali costruita nel folto di un cespuglio a poca distanza dal suolo) è probabilmente a carico della sola femmina.

## Distribuzione e habitat
Il mangiamoscerini testacastana è endemico del Sudamerica occidentale, del quale occupa le zone pedemontane delle Ande dalla Colombia centrale e occidentale al Perù sud-orientale.
L'habitat di questi uccelli è costituito dalla foresta pluviale collinare e pedemontana e dalla foresta subrtopicale di bassa montagna, con predilezione per le aree primarie con abbondanza di muschio ed epifite.

## Tassonomia
Se ne riconoscono quattro sottospecie:
- Conopophaga castaneiceps chocoensis Chapman, 1915 - diffusa sulle pendici occidentali delle Ande occidentali colombiane e nell'area sud-occidentale del dipartimento di Chocó;
- Conopophaga castaneiceps castaneiceps Sclater, 1857 - la sottospecie nominale, diffusa dalla Colombia centrale all'Ecuador;
- Conopophaga castaneiceps chapmani Carriker, 1933 - diffusa sulle pendici orientali andine dall'Ecuador e del Perù nord-orientale (regione di San Martín);
- Conopophaga castaneiceps brunneinucha Berlepsch & Stolzmann, 1896 - diffusa sul versante occidentale delle Ande peruviane, dalla regione di Huánuco alla regione di Cusco;

Alcuni autori suggerirebbero ulteriori studi sulle popolazioni andine della sottospecie chocoensis, che potrebbero rappresentare un taxon a parte.